# Franc Smolej (Skilangläufer)
Franc Smolej (* 15. Oktober 1908 in Jesenice; † 23. Oktober 1996 ebenda) war ein jugoslawischer Skilangläufer.
Smolej belegte bei den Olympischen Winterspielen 1936 in Garmisch-Partenkirchen über 18 km den 25. Platz und über 50 km und mit der Staffel jeweils den zehnten Rang. Im folgenden Jahr wurde er bei den Nordischen Skiweltmeisterschaften in Chamonix Sechster über 50 km. Bei den Nordischen Skiweltmeisterschaften 1938 in Lahti errang er den 64. Platz über 18 km und den 30. Platz über 50 km. Bei seiner letzten Olympiateilnahme 1948 in St. Moritz lief er auf den 15. Platz über 50 km.